# James River Reserve Fleet
La James River Reserve Fleet (JRRF) est une flotte de réserve de navires des États-Unis. Elle est située sur la James river en Virginie, près de Fort Eustis. Il s'agit d'une « flotte fantôme », constituée de vieux navires mis hors service. Elle fait partie de la National Defense Reserve Fleet. Les navires y sont « mis sous cocon » et peuvent être remis à l'emploi si nécessaire. Beaucoup sont en attente de démolition en raison de leur âge ou de leur état. Certains navires sont utilisés pour l'entraînement au tir ou comme récifs artificiels. Quelques navires deviennent des navires musées et d'autres sont vendus à des entreprises privées. Les navires peuvent être réutilisés en 20 à 120 jours lors d'urgences nationales ou de catastrophes naturelles,,. La United States Maritime Administration (MARAD) du département des Transports des États-Unis assure la surveillance du site. Pour l'United States Navy, la United States Navy reserve fleets y stocke ces navires.